# Euproctis oreosaura
Euproctis oreosaura är en fjärilsart som beskrevs av Swinhoe 1894. Euproctis oreosaura ingår i släktet Euproctis och familjen tofsspinnare. Inga underarter finns listade i Catalogue of Life.